# Les Derniers Moments d'Anne de Boleyn
Le Tour de Londres ou les Derniers Moments d'Anne de Boleyn va ser un curtmetratge mut francès de 1905 de Georges Méliès.

## Argument
Anna Bolena està tancada a la Torre Beauchamp a la Torre de Londres. S'adorm, somia amb els seus dies passats com a reina d'Anglaterra; després, la visió canviant, somia condemnada a mort i executada al pati de la Torre. Quan es desperta, és efectivament condemnada a mort i conduïda cap al cadals.

## Producció i llançament
La pel·lícula, amb Marguerite Thévenard com Anne Boleyn, va ser venuda per la Star Film Company de Méliès i està numerada del 732 al 737 als seus catàlegs. El catàleg estatunidenc de Méliès de 1908 dona a la pel·lícula el subtítol "he Death of Anne Boleyn, Queen of England" i la descriu com una "Composició dramàtica en 5 escenes".
Actualment es presumeix que la pel·lícula és perduda.